# Odeo
Odeo es una pequeña compañía situada en San Francisco, California. Fue fundada en diciembre del 2004 por Noah Glass y Evan Williams. Noah había estado ayudando a individuos a publicar audio en la web por más de dos años con su compañía, ListenLab, que proporcionó un servicio llamado AudBlog (ahora parte de Odeo).
Evan estaba lo más recientemente posible con Google, donde funcionaba su servicio de publicación personal, Blogger, que él cofundó en 1999 y vendió a Google a principios de 2003.